# Сабатинівка I
Сабати́нівка I або Жовтякова круча — назви археологічної пам'ятки, виявленої на території села Сабатинівка Благовіщенської громади Голованівського району Кіровоградської області України. Пам'ятка лежить в урочищі «Жовтякова Круча» між річкою Синицею (притока Південного Бугу) і вулицею села, яка веде до берега Південного Бугу.
Археологічні залишки містяться у двох культурних шарах:
- верхній шар Б належить поселенню пізньої бронзової доби (XVI—XV ст. до н. е.),[5][6] яке дало назву Сабатинівській культурі;
- нижній шар А відноситься до трипільської культури періоду BI і датується 44—42 ст. до н. е.[5][7]

Не зважаючи на те, що в деяких місцях культурні шари перемішані, науковці однозначно стверджують, що верхній шар Б аж ніяк не є спадкоємцем розвитку нижнього шару А, тобто, люди заселяли це місце кілька разів у різні епохи.

## Історія дослідження
У 1928 місцевий краєзнавець Симеон Чуб звернув увагу на підйомний археологічний матеріал на території села, який він передавав Первомайському музею. Згодом він покликав співробітника Бозької археологічної експедиції К. П. Полікарповича, який зробив перші описи знайдених пам'яток.
У 1932 році під керівництвом П. В. Харламповича працівники Первомайського музею провели перші археологічні розкопки в «Жовтяковій Кручі», знайшли уламки кераміки та виявили поселення трипільської культури. Хоча матеріали
досліджень були опубліковані, зібрана тоді колекція пам'яток вважається втраченою.
У 1938—1939 в селі працювала Середньобузька експедиція Одеського археологічного музею на чолі з Оленою Лагодовською та Анатолієм Добровольським, яка продовжила розкопки у 1947—1948. За матеріалами експедиції Добровольський написав статтю, в якій трипільське поселення датував 22—18 ст. до н. е., однак сучасні науковці за допомогою радіовуглецевого аналізу  датують його трипільським періодом BI (бл. 44 ст. до н. е.).

## Трипільські знахідки
При досліджені місцевості, археологи знайшли залишки долівок будівель прямокутної форми. Долівки представляли собою невеликі насипи висотою 8 см, нерівності в яких були заповнені глиняною замазкою. Оскільки завалів на долівках не виявлено, археологи вважають, що стіни й дах будівель були дерев'яними. Під долівками дослідники знайшли три закладені уламки розбитого посуду. При чому, менша частина посудини була вкладена в більшу частину тієї ж посудини — це дало підстави вченим припустити, що закладки побитого посуду робилися з обрядовою метою.
Це поселення відносять до трипільського періоду BI. Хоча зразки, що були направлені у Київську лабораторію, згідно радіовуглецевого аналізу, охоплюють проміжок 48—44 ст., більшість науковців скептично оцінюють такі показники і звертають увагу на аналогію знахідок Сабатинівки І з колекціями поселень Кам'яного-Завалля 1, Березівки та Шамраїв, які датовані у Берні тим же радіовуглецем як 44—42 ст. до н. е.

### Керамічні вироби
Знайдену кераміку дослідники розділяють на три групи. Невелика перша група представлена п'ятьма антропоморфними жіночими фігурками, які символізують культ богині-матері, і дещо грубим посудом, який має домішки піску до глини. Зовні цей тип посуду весь жовтого кольору, а його внутрішня поверхня згладжена і темного кольору. Зазвичай орнамент нанесено в два рядки у вигляді трикутних або овальних відтисків. На сам посуд нанесені приплюснуті гульки. Подібну кераміку знайдено у поселеннях Лука Врублевецька, Сабатинівка II, Гренівське, які належать до раннього етапу трипільської культури.
Переважна більшість посуду представляє другу групу, яка виготовлена з добре виготовленої глини, жовто-червонуватого або сірого з жовтими плямами кольору. Вироби добре випалені, мають тонкі стінки (товщиною 0.5 см) і були невеликого розміру, лише деякі посудини перевищували об'єм 3 л. Фрагменти залишків цього посуду мають лощену поверхню, яка була орнаментована гребінцем, борозенкою або круглими чи овальними ямочками і вкрита горизонтальними поверхнями, що нагадують канелюри. Зазвичай, на такий посуд наносили одразу два-три мотиви орнаменту. Таку кераміку виділяють в окремий Сабатинівський тип пам'яток трипільської культури. Фрагмент посуду з дуже схожим орнаментом був виявлений на стоянці розвинутого неоліту Стрільча Скеля на Дніпрі.
До третьої групи відносять тонкостінний розписний посуд малого розміру, що вироблений з добре виготовленої глини і вирізняється своїм фарбуванням трьох видів: на мутно-білому фоні розпис брунатно-червоною фарбою; на червоному фоні розпис білою або коричневою фарбою, що переходить майже в чорну; на світлобрунатному фоні розпис білою фарбою та різних відтінків коричневого кольору. Розпис наносився на посуд ще до обпалення, а фарби були зроблені на мінеральній основі. Вироби нагадують трипільські пам'ятки типу Хебешешть етапу Кукутень А3 (Хебешешть, Трушешть, Дарабани), представлені 101 уламком і складають лише 3 % від знайденої кераміки. Дослідники вважають, що для Сабатинівки I розписний посуд є імпортним і надходив з більш західних поселень трипільської культури, де він був більш поширеним в той час.
Цілком можливо, що третя група не вичерпує весь імпорт кераміки: знайдені фрагменти двох горщиків, що містять орнаменти з досить складних візерунків з наколів і виглядають для дослідників «типологічно спорідненими зі середньостогівськими».

### Знаряддя праці та господарська діяльність
У шарі А знайдені вироби з різних матеріалів: кремнієві (трикутні вістря стріл, різні скребачки, 8 наконечників метального озброєння), 55 кам'яних (зокрема, тесла, круглі і плоскі розтиральники, гранітні зернотерки), 106 кістяних (серед них шильця, проколки, підвіски, прикраси, прясельце, серпи з лопаток тварин, шліфовані з одного краю), мідні (проколки, голки, 6 ромбічних шилець), бронзові (голка з вушком і булавка кіпрського типу), вироби з рогів (серпи і 4 мотики різних форм). Вироби з кремнію робилися з двох видів сировини, що відрізнялися кольором, структурою та якістю розчеплення. Д. В. Кіосак визначив їх як «місцеву» та «імпортовану», при «місцеві» вироби становили більшість і були гіршої якості. У самій Сабатинівці І металоливарних майстерень не виявлено, але найближчий центр виготовлення мідних виробів знаходився лише за 11 км на захід у Березівському поселенні. Особливий інтерес викликає бронзова булавка, оскільки її приналежність до шару А не викликає сумнівів — вона вказує на торгівельні зв'язки з південним заходом.
Основними напрямками господарської діяльності були землеробство і скотарство. У тваринництві переважало м'ясо-молочне розведення великої рогатої худоби та дрібної худоби для вовни. Окрім того, населення ще займалося м'ясним і хутровим мисливством, а також збиральництвом. На землеробство вказують мотики, серпи та зернотерки, а про скотарство, полювання і риболовлю говорять виявлені кістки свійських тварин: бика, свині, вівці, кози, та собаки; та кістки диких тварин: оленя, коня, свині, ведмедя, лося, косулі, кота, бобра, борсука, куниці; риб'ячі кістки та кістки річкових черепах. Хоча кількість кісток свійських тварин переважає, археологи переконані, що полювання відігравало значну роль. Голки та шила вказують на заняття населення прядінням і шиттям, а проколки і прясельця — на виготовлення тканини. 

## Сабатинівські знахідки
У культурному шарі Б археологам вдалося знайти залишки восьми жител. Форма будівель була чотирикутною, а довжина однієї з будівель складала 9 м. На долівках виявлені глиняні завали, що наводить археологів на думку, що будівлі були глинобитними. Біля жител виявлені попелясті прошарки і дослідники вважають, що це були місяця виходів з будівель. Товщина культурного шару Б складає бл. 1,5 м, що є набагато більшим за культурний шар А, з чого науковці роблять висновок, що сабатинівське поселення існувало довго. Мало того, виявлена долівка житла № 8 виявилася на глибині 1 м і над долівка житла № 4, яка була на глибині 1.3 м — таке розташування долівок підтверджує гіпотезу про тривале проживання сабатинівців на цій місцевості.  Радіовуглецевий аналіз визначив датування Сабатинівського поселення як XVI—XV ст. до н. е.

### Кераміка
Більшість знайденого посуду була ліпною і добре випаленою. Домішкою до глини був пісок з дрібними зернами кварцу. Товщина стінок — 0.8 см, а сам посуд був двох видів: глечики з ручками і макітерки повністю темно-сірого або жовтувато-цегляного кольору і об'ємом від 1 до 5 л. Орнамент часто представлений невеликим валком з пальцьовими відтисками, що розташований під вінцями. Відрізняються від глечиків і макітер знайдені черпачки, що мають гладку поверхню, майже лощену. До інакшої групи можна віднести фрагменти лощеного посуду чорного, коричневого або сірого кольору, які вченим не вдалося інкрустувати. Ще три невеличкі слабко обпалені посудини схожі на дитячі іграшки. А інші три посудини, які складом глини, способом обробки та формою відрізняються від решти і нагадують вироби комарівської культури.

### Знаряддя праці та господарська діяльність
У культурному шарі Б знайдено кам'яні вироби (розтиральники, сокири), гранітні уламки зернотерки, але більшість виявлених виробів було виготовлено з кістки (шильця різного розміру, шило з просверленою діркою у верхній частині, уламок голки з вушком, скобелі, прясельця) або рогів оленя. Цікавою знахідкою були уламки кістяних ковзанів, що були вже досить потертими з низу. Окрім того, ще був знайдений уламок талькової формочки для бронзоливарного виробництва.
Знайдені знаряддя праці та велика кількість кісток свійських тварин свідчить про землеробсько-скотарську господарчу діяльність. Серед кісток свійських тварин виявили кістки биків, коней, свині, кози, вівці та собаки великого зросту. Олександр Браунер був переконаний, що це кістки сторожових собак, що допомагали людям випасати отари худоби. З кісток диких тварин знайшли лише кістки оленя і свині. Були також риб'ячі кістки.

### Статті
- Кіосак Д.В., Головко С.В. Локалізація археологічних пам’яток біля с. Сабатинівка: аналіз джерел. // Стародавнє Причорномор’я. — 2013. — Т. 10. — С. 289—295.
- Кіосак Д.В., Секерська О.П. Нові дані до хронології стратифікованого поселення Сабатинівка I. — Εμινακο., 2021. — Т. 1. — С. 67-81.
- Дмитро Кіосак. «Степовий вплив» та пам'ятки типу Сабатинівки I (за матеріалами поселення Шамраї) // Стародавнє Причорномор'я. — 2016. — Вип. XI. — С. 226—232.

### Книги
- Анатолій Добровольський. Перше Сабатинівське поселення // Археологічні пам'ятки УРСР. — 1952. — С. 200.
- Лобанова М.А. Історія населення Середнього Побужжя: сабатинівська група пам'яток культурно-історичної спільноти Трипілля-Кукутені. — Дисертація, 2021. — С. 302.